# 2043年9月19日月食
2043年9月19日月食为一次將在协调世界时2043年9月19日出現的月全食。該次月食半影食分為2.269、全影食分為1.261。偏食維持了103分，全食維持36分。

## 概述
這次月食的食分是23.77，偏食維持了103分，全食維持36分。

## 基本參數
- 類型：月全食
- 食甚資料：
  - 日期：2043年9月19日
  - 時間：1:50
  - 月球位置：赤經23.77度、赤緯-1.度
  - 食分：半影食分：2.269、全影食分：1.261
  - 持續時間：偏食103分、全食36分

## 外部連結
- NASA月食專頁（页面存档备份，存于）（英文）